# Isopache
Een isopache is een lijn op een kaart die punten met een gelijke dikte van een bepaald pakket sedimentair of magmatisch gesteente verbindt. Een kaart die de isopachen van een bepaald gebied in kaart brengt, wordt een isopachenkaart genoemd. Op de lijnen wordt vermelding gemaakt van de dikte van het pakket (meestal uitgedrukt in meter). Isopachekaarten worden onder meer gebruikt in de stratigrafie, sedimentologie, structurele geologie, petrologie en vulkanologie.